# Mampituba (község)
Mampituba egy község (município) Brazíliában, Rio Grande do Sul állam keleti részén. 2021-ben becsült népessége 2965 fő volt.

## Elnevezése
A község a Mampituba folyóról kapta nevét. A guarani névre több magyarázat is született: „sok kígyó mocsara” (mboi „kígyó” + upa „mocsár” + tiba „sok”), vagy pedig „pihenőhely” (mbaé „dolog” + pituba „gyenge”).

## Története
Portugálok gyarmatosították, de német leszármazottak is letelepedtek a környéken. 1880-ban már a következő közösségeket jegyezték fel a mai község területén: Mampituba-Sede, Costãozinho, Rio de Dentro, Roça da Estância. A 20. század elején a térség gazdasági fejlődése Criciúma vidékéről is vonzott ide telepeseket. Fűrészmalmok, vállalkozások alakultak, megjelentek az első országutak. A 20. század közepéig a gazdaság a cukornád termesztésére és cachaça főzésére alapozódott.
1960-ban Torres kerületévé nyilvánították, majd 1995-ben kivált és 1997-ben önálló községgé szerveződött.

## Leírása
Székhelye Mampituba, további kerületei nincsenek. Gazdasága a mezőgazdaságra összpontosul, legfontosabb terményei a banán, dohány, rizs, de szarvasmarhát is tenyésztenek. Dombos, hegyes vidékét kihasználva a turizmust is fejlesztik; a község székhelyét a völgyek és vízesések városának is nevezik (Cidade dos Vales e das Cascatas)